# Wissadula excelsior
Wissadula excelsior är en malvaväxtart som först beskrevs av Antonio José Cavanilles, och fick sitt nu gällande namn av Karel Presl. Wissadula excelsior ingår i släktet Wissadula och familjen malvaväxter. Inga underarter finns listade i Catalogue of Life.